# Xylotrupes ulysses
Xylotrupes ulysses es una especie de escarabajo rinoceronte del género Xylotrupes, familia Scarabaeidae. También se conoce como escarabajo elefante, escarabajo palma de coco y escarabajo rinoceronte común. Fue descrita científicamente por Guérin-Méneville en 1830.
Es nativo de Nueva Guinea. Se distribuye por Papúa Nueva Guinea y Australia (zonas costeras de Queensland). Los cuernos de los machos de esta especie poseen un aspecto sexual secundario especial. Se cree que el apareamiento está relacionado con cada fenotipo.
Mide aproximadamente 60 milímetros de longitud. La dieta se compone básicamente de frutas y savia de plantas.

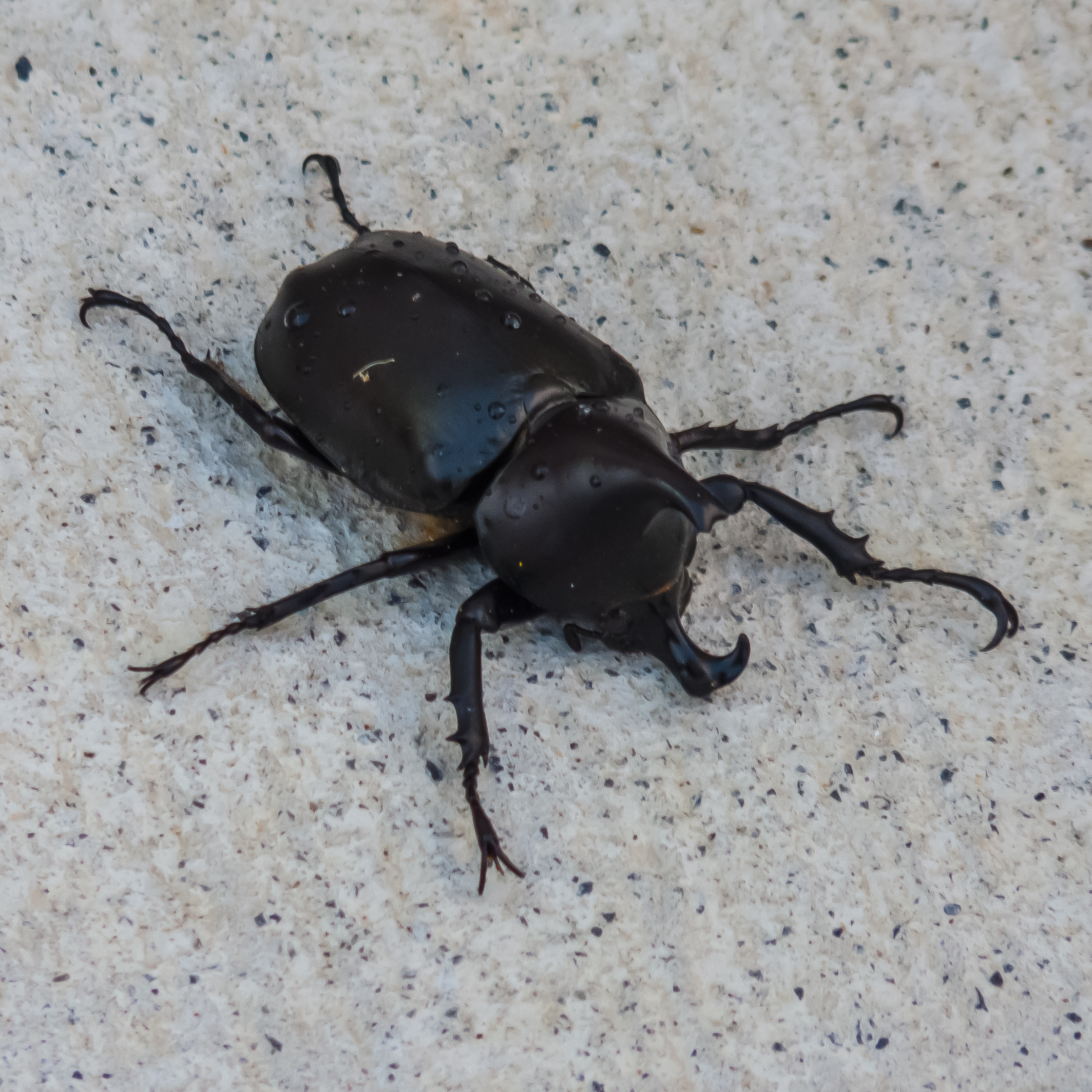
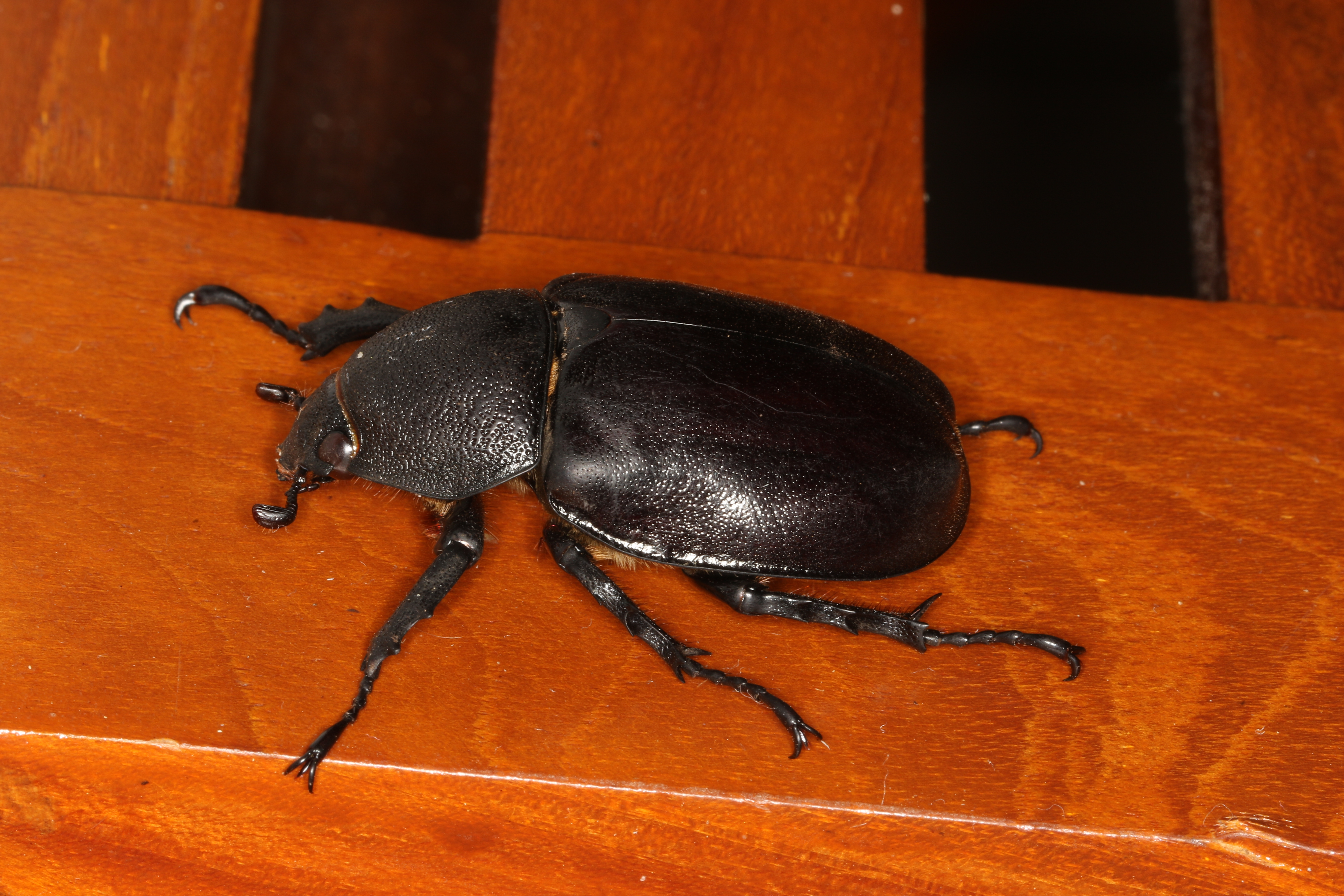
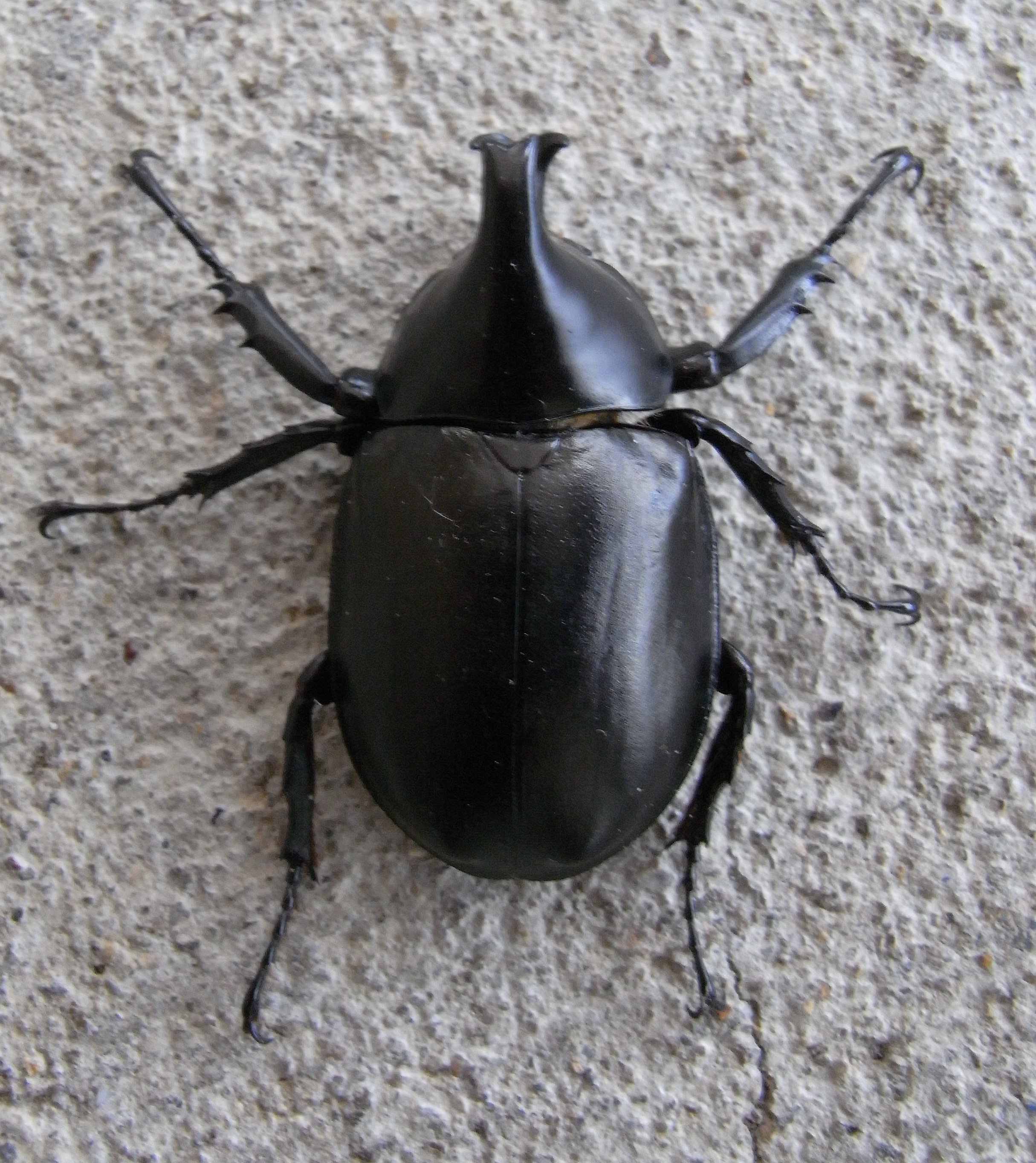
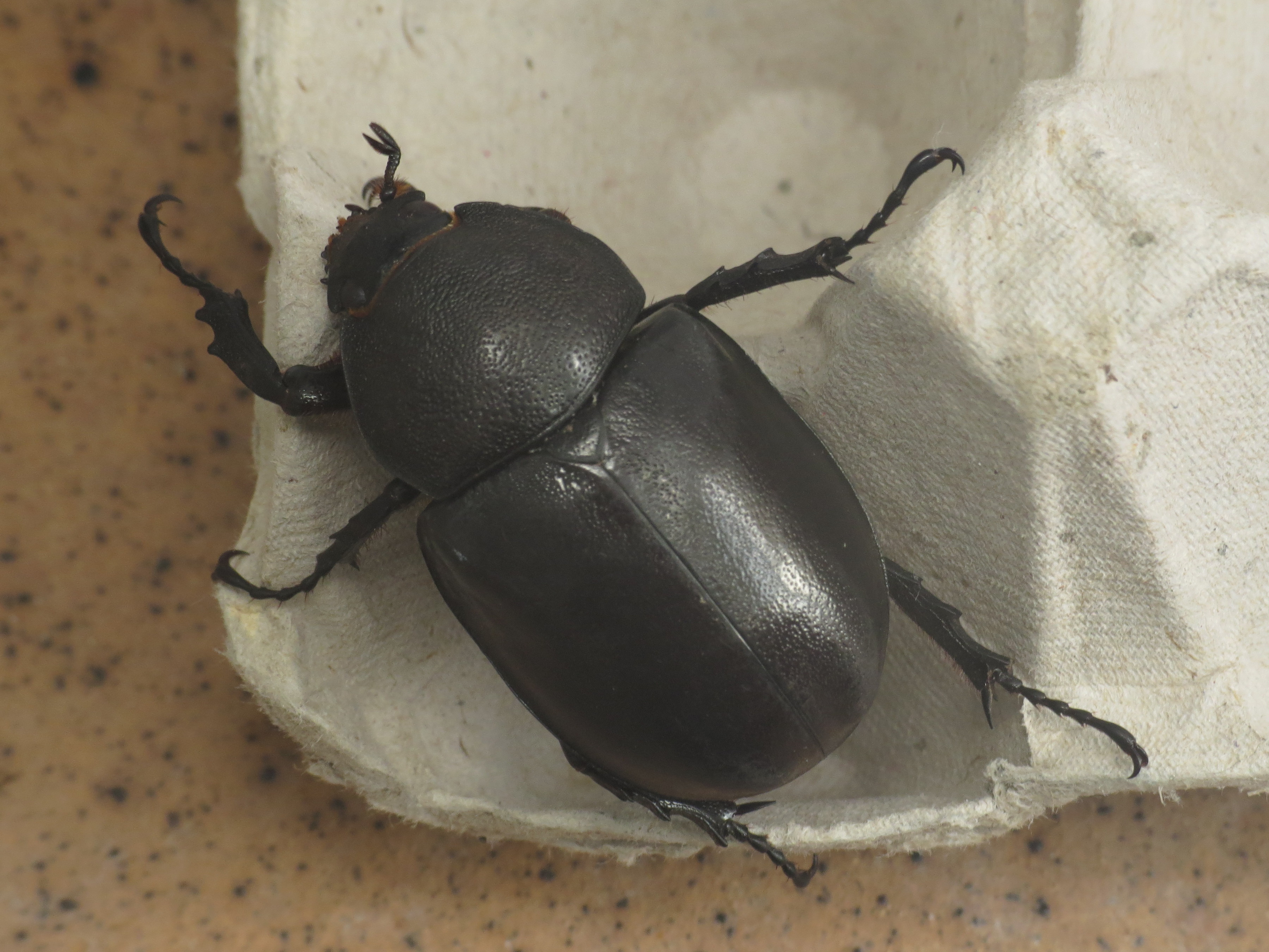
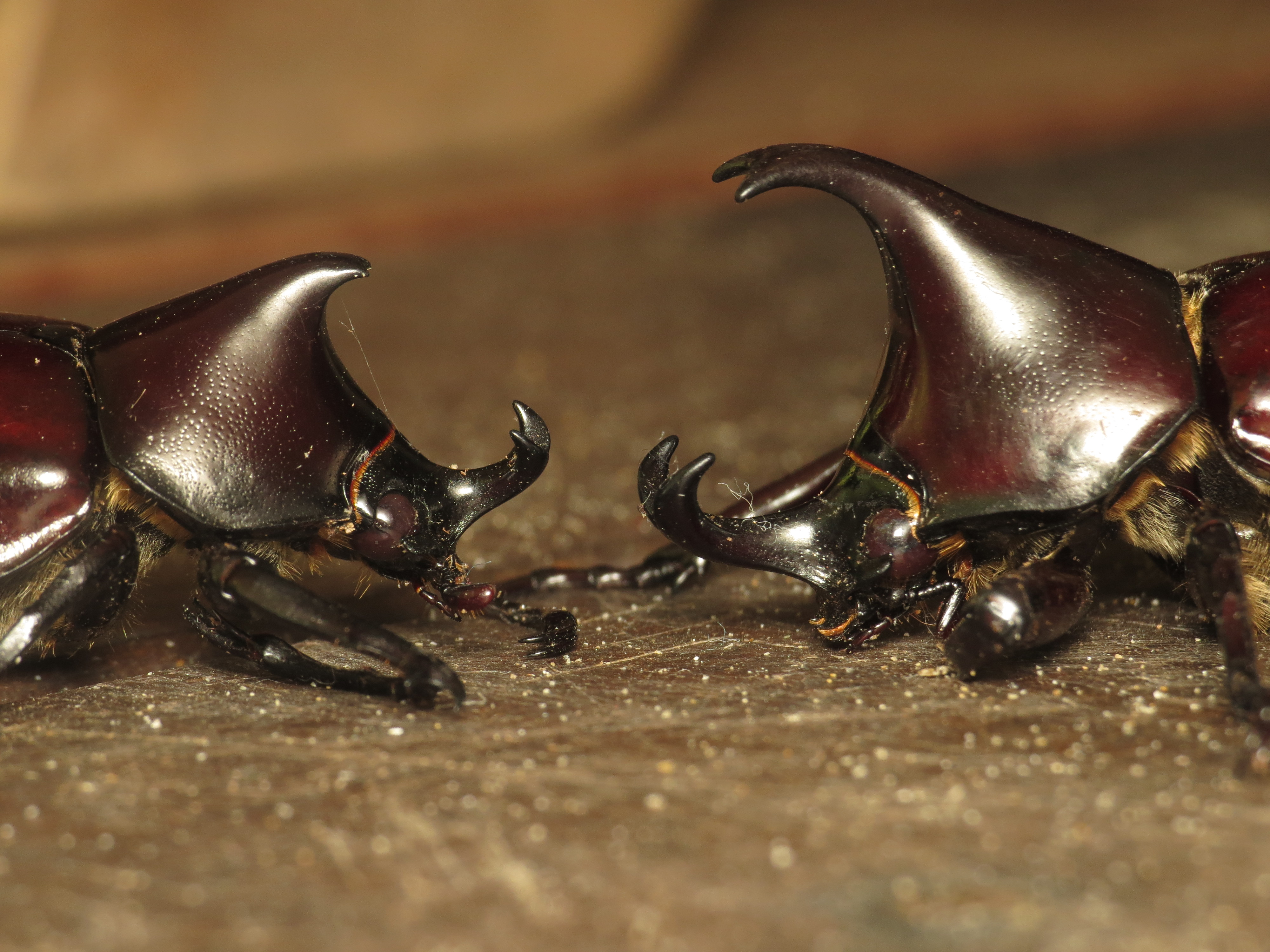